# Macroderes cornutus
Macroderes cornutus är en skalbaggsart som beskrevs av Frolov och Clarke H. Scholtz 2004. Macroderes cornutus ingår i släktet Macroderes och familjen bladhorningar. Inga underarter finns listade i Catalogue of Life.